# Ponizowje (centrum Ponizowskoje)
Ponizowje (ros. Понизовье) – wieś (ros. село, trb. sieło) w zachodniej Rosji, centrum administracyjne osiedla wiejskiego Ponizowskoje rejonu rudniańskiego w obwodzie smoleńskim.

## Geografia
Miejscowość położona jest nad rzeką Kaspla, 37 km od centrum administracyjnego rejonu (Rudnia), 83 km od Smoleńska.
W granicach miejscowości znajdują się ulice: 1-yj Socyalisticzeskij pierieułok, 1-ja Nabierieżnaja, 1-ja Polewaja, 2-oj Socyalisticzeskij pierieułok, 2-ja Nabierieżnaja, 2-ja Polewaja, Bolszewistskaja, imieni Czibisowa K. N., Kirpicznyj zawod, Kommunisticzeskaja, Komsomolskaja, Nowaja, Oktiabrskaja, Oziornaja, Parkowaja, Pionierskaja, Riewolucyonnaja, Sadowaja, Socyalisticzeskaja, Sowchoznaja, Sowietskaja, Wygonnaja.

## Demografia
W 2010 r. miejscowość zamieszkiwały 842 osoby.